# Agnès Buzyn

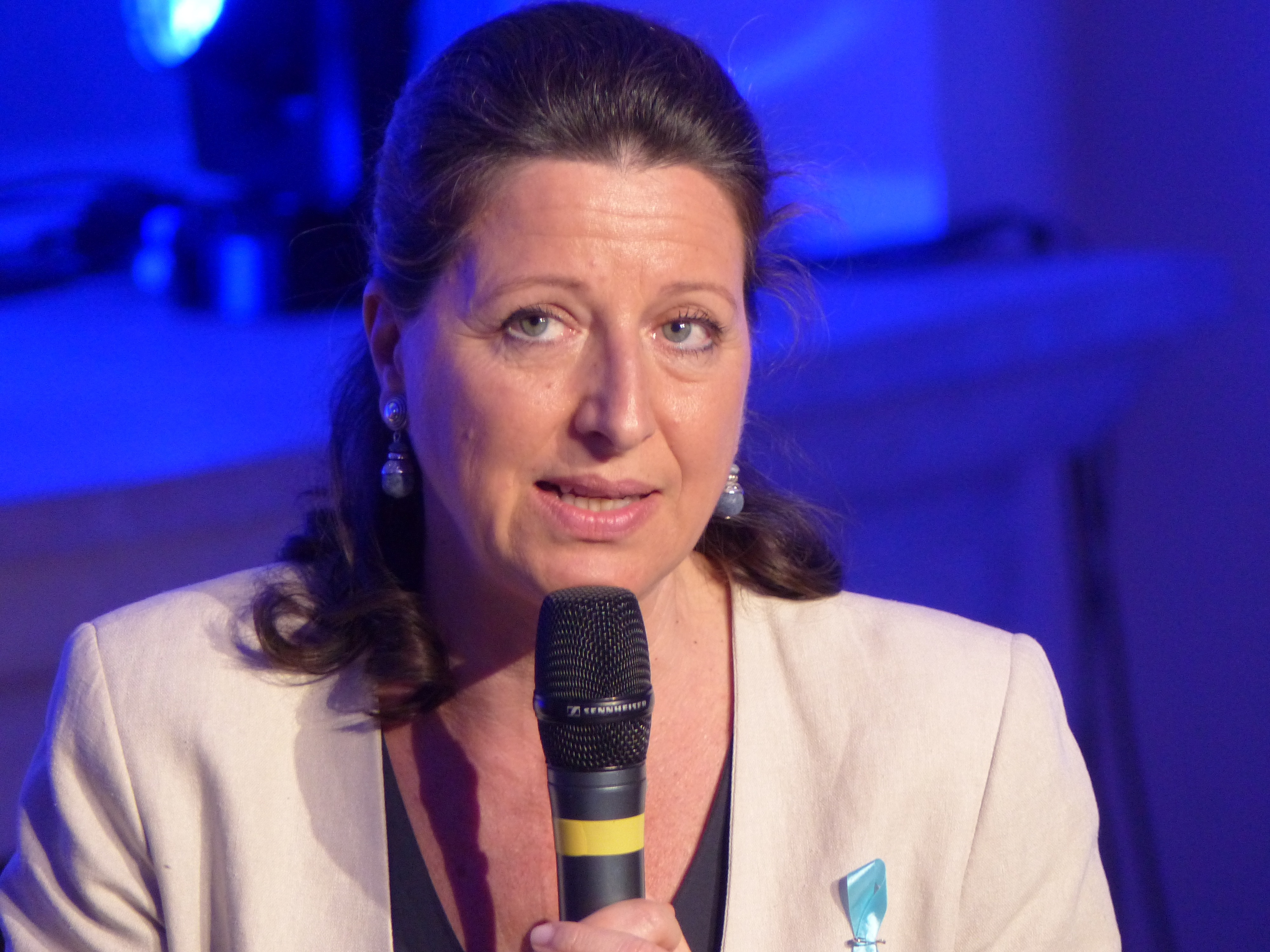
Agnès Buzyn

Agnès Buzyn (* 1. November 1962 in Paris) ist eine französische Ärztin, Hämatologin und Politikerin. Sie war vom 15. Mai 2017 bis zum 16. Februar 2020 Gesundheitsministerin im Kabinett Philippe. Zuvor war sie ab 2011 Präsidentin des nationalen französischen Krebsforschungszentrums Institut national du cancer und ab 2016 Leiterin der obersten Gesundheitsbehörde Haute Autorité de santé. Nach dem Rückzug von Benjamin Griveaux im Februar 2020 war sie Kandidatin der LREM für das Bürgermeisteramt von Paris 2022, wurde aber nicht gewählt. Neuer Gesundheitsminister wurde Olivier Véran.

## Leben
Buzyn entstammt einer jüdischen Familie. Ihre Großeltern väterlicherseits, die in Łódź in Polen lebten, wurden nach Auschwitz deportiert und dort ermordet, während ihr Vater Élie Buzyn (1929–2022) überlebte. Dieser wanderte nach Israel aus und ließ sich schließlich 1956 in Frankreich nieder, wo er als orthopädischer Chirurg praktizierte. Ihre Mutter Etty Buzyn (* 1935), die den Krieg versteckt bei einer Familie im Département Ain überlebte, ist Psychologin, Psychoanalytikerin und Autorin mehrerer Bücher über die Psychologie der Kindheit. Buzyn selbst war in erster Ehe mit einem der Söhne von Simone Veil verheiratet und nun in zweiter Ehe mit dem Immunologen und AIDS-Forscher Yves Lévy (* 1957), mit dem sie drei Kinder hat.
Buzyn besuchte die École Alsacienne in Paris, bevor sie an der Université Paris-Descartes Medizin studierte. Sie war als Hämatologin am Hôpital Necker–Enfants malades tätig, erwarb im Jahr 2000 den Doktorgrad und hat seit 2004 den Status einer professeure des universités - praticienne hospitalière inne, d. h. sie lehrte gleichzeitig an einer Universität und praktizierte als Ärztin in einem Krankenhaus. Sie spezialisierte sich auf die Erforschung von Tumoren, auf Transplantationen und die Krebsforschung. Aufgrund dieser Expertise war sie seit 2008 in verschiedenen staatlichen Gremien tätig, die sich mit den gesundheitlichen Folgen der Kernenergie beschäftigen. Im Juli 2020 leitete die französische Justiz wegen möglicher Versäumnisse im Umgang mit der Covid-19-Pandemie ein Ermittlungsverfahren gegen sie ein.